# Luca Grillo
Luca Grillo (* 22. Mai 1970) ist ein italienischer Klassischer Philologe.

## Leben
Er studierte an der Università Cattolica del Sacro Cuore (Laurea 1995), an der University of Minnesota (MA 2003) und an der Princeton University (PhD 2008). Seit 2018 ist er an der University of Notre Dame Professor für Altphilologie.
Seine Forschungsgebiete sind lateinische und griechische Sprache und Literatur; Historiographie und Rhetorik; römische Geschichte; augusteische Poesie und Numismatik.

## Schriften (Auswahl)
- The Art of Caesar’s Bellum civile. Literature, Ideology, and Community. Cambridge 2012, ISBN 1-107-00949-9.
- Cicero’s „De provinciis consularibus oratio“. Oxford 2015, ISBN 978-0-19-022459-2.
- mit Christopher B. Krebs (Hrsg.): The Cambridge Companion to the Writings of Julius Caesar. Cambridge 2018, ISBN 978-1-107-02341-3.